# Powstańcze Bataliony Obrony Narodowej
Powstańcze Bataliony Obrony Narodowej (samoobrona powstańcza na Śląsku w 1939) – pomocnicze jednostki wojska polskiego tworzone na Śląsku latem 1939. Oddziały te tworzone były głównie z ochotników, którzy wcześniej walczyli w powstaniach śląskich. Zadaniem samoobrony powstańczej było odpieranie ataków hitlerowskich oddziałów dywersyjnych na terenach przygranicznych. W wypadku wojny, Powstańcze Bataliony Obrony Narodowej miały współdziałać z regularnymi oddziałami przy zwalczaniu dywersji na tyłach, a w razie konieczności brać udział w bezpośrednich walkach. Planowano zorganizować 22 Powstańczych Batalionów Obrony Narodowej w sile po 600 ludzi. Rzeczywista liczba batalionów, które powstały nie jest znana.

## Geneza
Latem 1939 w rejonie Śląska rozpoczęły działalność oddziały dywersyjne Freikorps Ebbinghaus. Grupy Freikorps prowadziły swoją działalność w rejonach przygranicznych. Dobrze uzbrojone i wyszkolone bojówki niemieckie ostrzeliwały i obrzucały granatami posterunki straży granicznej i urzędów celnych, napadały i podpalały polskie gospodarstwa. Przeprowadzały również inne działania dywersyjne, sabotażowe i szpiegowskie. Polska straż graniczna i policja państwowa, zmuszona działać w sposób legalny i skrępowana ugodową polityką władz centralnych pozostawała bezradna wobec tych aktów terrorystycznej przemocy. W wyniku niemieckiej działalności dywersyjnej, polscy Ślązacy przystąpili spontanicznego tworzenia ochotniczych oddziałów samoobrony. W drugiej połowie lipca naczelne władze wojskowe za pośrednictwem generała Jana Jagmina-Sadowskiego zwróciły się do kierownictwa Związku Powstańców Śląskich z propozycją włączenia tej organizacji, drogą ochotniczego zaciągu, do formacji Powstańczej Obrony Narodowej.  

## Organizacja
Planowano zorganizować 22 Powstańczych Batalionów Obrony Narodowej w sile po 600 ludzi. Miały powstać następujące bataliony:
- w powiecie lublinieckim - 1 baon
- w powiecie tarnogórskim - 2 baony
- w powiecie świętochłowickim - 4 baony
- w powiecie katowickim - 4 baony
- w powiecie pszczyńskim - 3 baony
- w powiecie rybnickim - 6 baonów
- w powiecie cieszyńskim - 1 baon
- w powiecie bielskim - 1 baon

W praktyce jednak zorganizowano inną liczbę batalionów, a dokładna ilość utworzonych batalionów nie jest znana. Przykładowo w powiecie rybnickim planowano utworzyć 6 batalionów, a powstało 8 batalionów powiatu rybnickiego. Łącznie na terenie powiatów świętochłowickiego i katowickiego miało powstać 8 batalionów, a powstało 5 batalionów okręgu przemysłowego. 
Formacje Powstańczych Batalionów Obrony Narodowej miały być pomocniczą służbą wojska polskiego do zadań specjalnych i z chwilą rozpoczęcia działań wojennych miały występować całkowicie w ramach armii regularnej. Funkcję łącznika między dowództwem wojskowym i komendą powstańczą pełnił pułkownik Czuma. 
Komenda nad całością oddziałów powstańczych z ramienia Związku Powstańców Śląskich sprawował główny komendant związkowy Emanuel Tomanek z Chorzowa.
Do Powstańczej Obrony Narodowej mieli się zgłaszać ochotnicy w wieku do 45 lat z kategorią wojskową C i D. Wśród ochotników dominowali byli powstańcy śląscy. Zgłaszali się jednak do tych oddziałów także członkowie wszystkich innych związków o charakterze wojskowym istniejących na danym terenie.
Oddziały powstańcze działały na zasadach postanowień międzynarodowej Konwencji Haskiej z 18 października 1907 r, która zakładała, że prawa i obowiązki wojenne stosują się nie tylko do armii lecz również do pospolitego ruszenia i oddziałów ochotniczych pod warunkiem, że są zorganizowani i posiadają dowódcę, noszą stałą i dającą się rozpoznać z daleka odznakę wyróżniającą, jawnie noszą broń, przestrzegają praw i zwyczajów wojennych.
Dowództwo 23 dywizji dało z zapasów wojskowych umundurowanie. Dla odróżnienia od wojska regularnego powstańcy nosili orła piastowskiego na furażerkach. Liczni powstańcy walczyli we własnych związkowych mundurach powstańczych. Broń z magazynów ochotnicy mieli otrzymać dopiero z chwilą oficjalnego wybuchu wojny. Do tego czasu korzystali z broni znajdującej się w dyspozycji lokalnych komórek Wychowana Fizycznego i Przysposobienia Wojskowego, oraz pozyskiwaną prywatnymi drogami. 
Autonomiczną grupą ochotniczą był oddział szturmowy Polskiej Organizacji Wojskowej Górnego Śląska. Istniało jednak ścisłe współdziałanie między powstańcami i Peowiakami. Sztab POW tworzyli Wilhelm Bobek, Jan Przybyłek i Władysław Wieczorek.  Zaopatrzyli oni się we własnym zakresie w broń i dysponowali lotnymi grupami na samochodach ciężarowych. Ochotnicy ci występowali w szarych mundurach organizacyjnych i maciejówkach. 
U boku oddziałów powstańczych powstawały ochotnicze drużyny młodzieżowe złożone z członków Organizacji Młodzieży Powstańczej i starszych druhów Chorągwi Śląskiej Związku Harcerstwa Polskiego, oraz inna młodzież w wieku przedpoborowym. Do zadań drużyn młodzieżowych należała służba w zakresie obrony przeciwlotniczej, opieki sanitarnej oraz funkcja łączników, oraz służba wartownicza.

## Działania bojowe
Powstańcze Bataliony Obrony Narodowej na Śląsku w ostatnich dniach sierpnia i pierwszych dniach września 1939 brały udział w kilkudziesięciu potyczkach z niemieckimi bandami Freikorps Ebbinghaus. Po wycofaniu się wojska polskiego ze Śląska nocą z 2 na 3 września część powstańców ruszyła z wojskiem. Część rozeszła się do domów, a część walczyła dalej. Pod okupacją niemiecką wielu z powstańców zostało aresztowanych i straconych, wielu trafiło do obozów koncentracyjnych.

## Upamiętnienie
- Walki samoobrony powstańczej zostały ukazane w filmie z 1976 pt.: Ptaki, ptakom...
- Pomnik Harcerzy Września w Katowicach
- Plac Żołnierzy Września w Katowicach
- Pomnik Obrońców Katowic
- Skwer Walentego Fojkisa w Katowicach
- pomnik poległych w czasie Powstań Śląskich oraz poległych w okresie II wojny światowej
- Pomnik ku czci poległych w powstaniach śląskich i zamordowanych w obozach hitlerowskich w okresie II wojny światowej